# Theodor von Offermann

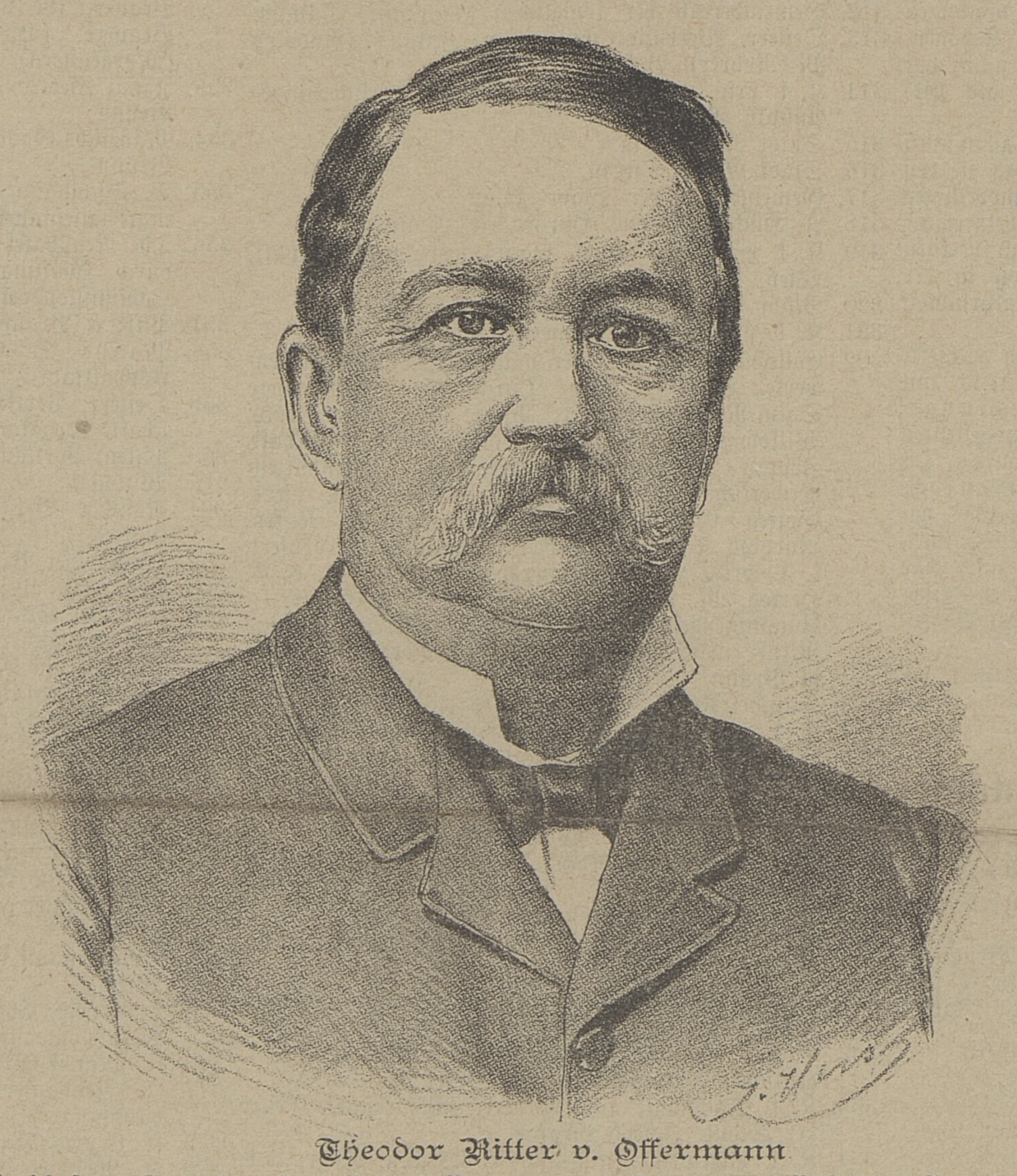
Theodor von Offermann

Theodor von Offermann (* 23. Februar 1822 in Brünn, Mähren; † 15. November 1892 ebenda) war ein österreichischer Industrieller.

## Leben
Theodor Ritter von Offermann war ein Sohn des 1863 in den österreichischen erblichen Ritterstand erhobenen Brünner Textilfabrikanten Karl von Offermann und dessen Frau Caroline, geborene Freiin von Fries. Sein älterer Bruder ist Karl von Offermann. Seine Neffen sind Karl, Alfred und Edwin von Offermann.
Nach einem Studium an der Universität Berlin erweiterte Offermann seine Kenntnisse in der Tuchfabrikation in Frankreich, Belgien und England. 1845 trat er in die Tuchfabrik seines Vaters ein. Nach der Heirat mit der Tochter des Maschinenbaufabrikanten Thomas Bracegirdle wurde Offermann Teilhaber bei Thomas Bracegirdle & Sohn, Brünn. Mit seiner Einsetzung als Mitdirektor in der Fabrik seines Schwiegervaters verlegte Offermann ab 1862 seine Geschäftsinteressen auf die Schwer- und Montanindustrie sowie später auch auf die Zuckerfabrikation. In den nachfolgenden Jahren wurde er auch Mitglied in Vorständen verschiedener Bergwerksunternehmen.
1864 erwarb Theodor von Offermann das Gut Jehnice bei Brünn. 1871 kaufte er das Schloss Schrattenthal, im Jahre 1872 das Schloss Deinzendorf.
Am 18. Februar 1872 fusionierte Thomas Bracegirdle & Sohn, Brünn mit der k.k. priv. Maschinenfabrik H.A. Luz, Brünn zur Ersten Brünner Maschinen-Fabriks-Gesellschaft. Theodor Offermann übernahm dabei das Amt des Verwaltungsratspräsidenten der neuen Aktiengesellschaft. Im Jahre 1884 schied Offermann aus der väterlichen Tuchfabrik aus.
Theodor von Offermann war Hauptanteilseigner der auf Initiative von Johann Mundy gegründeten Drnowitzer Zuckerfabrik Offermann & Co. in Wischau und besaß in Ödenburg eine weitere Zuckerfabrik. Kurz vor seinem Tode wurde er 1892 in den österreichischen erblichen Freiherrnstand erhoben.
Das Gut Jehnice vermachte Offermann 1892 seinem Enkel Bruno von Bauer.
Sein Sohn Viktor Freiherr von Offermann verlegte nach dem Tode des Vaters seinen Sitz von Brünn auf das Schloss Schrattenthal.